# Zac McGraw
Zac McGraw (Torrance, 8 giugno 1997) è un calciatore statunitense naturalizzato canadese, difensore dei Portland Timbers.

## Biografia
Nato negli Stati Uniti, suo padre è afroamericano, mentre sua madre è canadese, perciò possiede la doppia cittadinanza.

## Carriera

### Club
Il 13 gennaio 2020 viene scelto nel corso del 68º giro assoluto dell'MLS SuperDraft 2020 dai Portland Timbers. Il 22 giugno successivo firma il suo primo contratto con i Timbers.
Debutta con la squadra il 1º maggio 2021, nell'incontro di MLS perso per 4-1 contro l'FC Dallas.

### Nazionale
Dopo avere scelto di rappresentare il Canada, il 19 giugno 2023 viene convocato per la Gold Cup. Fa il suo esordio in nazionale (oltreché nella competizione) 8 giorni dopo nel pareggio per 2-2 contro la Guadalupa.

## Statistiche

### Presenze e reti nei club
Statistiche aggiornate al 18 luglio 2022.
| Stagione        | Squadra            | Campionato      | Campionato | Campionato | Coppe nazionali | Coppe nazionali | Coppe nazionali | Coppe continentali | Coppe continentali | Coppe continentali | Altre coppe | Altre coppe | Altre coppe | Totale | Totale |
| Stagione        | Squadra            | Comp            | Pres       | Reti       | Comp            | Pres            | Reti            | Comp               | Pres               | Reti               | Comp        | Pres        | Reti        | Pres   | Reti   |
| --------------- | ------------------ | --------------- | ---------- | ---------- | --------------- | --------------- | --------------- | ------------------ | ------------------ | ------------------ | ----------- | ----------- | ----------- | ------ | ------ |
| 2020            | Portland Timbers   | MLS             | 0          | 0          |                 | -               | -               |                    | -                  | -                  |             | -           | -           | 0      | 0      |
| 2021            | Portland Timbers   | MLS             | 11         | 0          |                 | -               | -               | CCL                | 1                  | 0                  |             | -           | -           | 12     | 0      |
| 2022            | Portland Timbers   | MLS             | 14         | 0          | USOC            | 1               | 0               |                    | -                  | -                  |             | -           | -           | 15     | 0      |
| 2022            | Portland Timbers 2 | MNP             | 4          | 2          |                 | -               | -               |                    | -                  | -                  |             | -           | -           | 4      | 2      |
| Totale carriera | Totale carriera    | Totale carriera | 29         | 2          |                 | 1               | 0               |                    | 1                  | 0                  |             | -           | -           | 31     | 2      |

### Presenze e reti in nazionale
| Cronologia completa delle presenze e delle reti in nazionale ― Canada | Cronologia completa delle presenze e delle reti in nazionale ― Canada | Cronologia completa delle presenze e delle reti in nazionale ― Canada | Cronologia completa delle presenze e delle reti in nazionale ― Canada | Cronologia completa delle presenze e delle reti in nazionale ― Canada | Cronologia completa delle presenze e delle reti in nazionale ― Canada | Cronologia completa delle presenze e delle reti in nazionale ― Canada | Cronologia completa delle presenze e delle reti in nazionale ― Canada |
| Data                                                                  | Città                                                                 | In casa                                                               | Risultato                                                             | Ospiti                                                                | Competizione                                                          | Reti                                                                  | Note                                                                  |
| --------------------------------------------------------------------- | --------------------------------------------------------------------- | --------------------------------------------------------------------- | --------------------------------------------------------------------- | --------------------------------------------------------------------- | --------------------------------------------------------------------- | --------------------------------------------------------------------- | --------------------------------------------------------------------- |
| 27-6-2023                                                             | Toronto                                                               | Canada                                                                | 0 – 0                                                                 | Guadalupa                                                             | Gold Cup 2023 - 1º turno                                              | -                                                                     |                                                                       |
| 1-7-2023                                                              | Houston                                                               | Guatemala                                                             | 0 – 0                                                                 | Canada                                                                | Gold Cup 2023 - 1º turno                                              | -                                                                     | 46’ 60’                                                               |
| 4-7-2023                                                              | Houston                                                               | Canada                                                                | 4 – 2                                                                 | Cuba                                                                  | Gold Cup 2023 - 1º turno                                              | -                                                                     | 84’                                                                   |
| 9-7-2023                                                              | Cincinnati                                                            | Stati Uniti                                                           | 2 – 2 dts (3 – 2 dtr)                                                 | Canada                                                                | Gold Cup 2023 - Quarti di finale                                      | -                                                                     | 56’ 90’                                                               |
| Totale                                                                |                                                                       | Presenze                                                              | 4                                                                     |                                                                       | Reti                                                                  | 0                                                                     |                                                                       |